# Église Saint-Antoine-Abbé de Naples
L’église Saint-Antoine-Abbé (en italien : chiesa di Sant'Antonio Abate) est une église de Naples dont l'origine remonte au XIIIe siècle et qui est située sur la rue homonyme du centre historique dans le borgo Sant'Antonio Abate; l'entrée se trouve au 302 de la via Foria. L'église est consacrée à saint Antoine.

## Histoire
Niccolò di Tommaso au cours d'un voyage à Naples, signa en 1371 un polyptyque pour l'église. Il est aujourd'hui conservé au Musée de Capodimonte.

## À noter
L’église compte deux tableaux de Luca Giordano.

## Source de la traduction
- (it) Cet article est partiellement ou en totalité issu de l’article de Wikipédia en italien intitulé « Chiesa di Sant'Antonio Abate (Napoli) » (voir la liste des auteurs).